# Grosso II
 Grosso II (fl. XX secolo) è stato un calciatore italiano, di ruolo difensore.

## Carriera
Con il Casale disputa 34 gare nei campionati di Prima Divisione 1922-1923 e Prima Divisione 1923-1924.